# 옥성면
옥성면(玉城面)은 대한민국 경상북도 구미시의 면이다. 넓이는 66.65km2이고, 인구는 2018년 6월 30일을 기준으로 1,872명이다. 상주시 낙동면과 마주보고 있다.

## 역사
- 1990년 1월 6일 : 죽원리(竹院里)를 대원리(大院里)로 명칭 변경.[1]

## 행정 구역
- 구봉리(九鳳里)
- 산촌리(山村里)
- 초곡리(草谷里)
- 주아리(注兒里)
- 태봉리(台峰里)
- 대원리(大院里)
- 덕촌리(德村里)
- 옥관리(玉冠里)
- 농소리(農所里)

## 교육
- 옥성초등학교
- 덕촌초등학교